# Tetilla truncata
Tetilla truncata är en svampdjursart som beskrevs av Topsent 1892. Tetilla truncata ingår i släktet Tetilla och familjen Tetillidae. Inga underarter finns listade i Catalogue of Life.